# Syrrusis monticola
Syrrusis monticola là một loài bướm đêm trong họ Noctuidae.